# Felsőhéve
Felsőhéve (1899-ig Vrch-Tepla, szlovákul Vrchteplá) község Szlovákiában, a Trencséni kerületben, a Vágbesztercei járásban.

## Fekvése
Vágbesztercétől 10 km-re keletre fekszik.

## Története
1430-ban „Toppla” alakban említik először. 1431-ben „Tepla”, 1440-ben „Werchtepla”, 1458-ban „Felsew Tepla”, 1495-ben „Wrchtepla” alakban szerepel a korabeli forrásokban. A Klobusiczky és Podmaniczky családok birtoka, később a vágbesztercei uradalom része volt. 1598-ban 18 háza állt. 1720-ban 10 adózója volt. 1786-ban 39 házában 40 családban 225 lakos élt.
A 18. század végén Vályi András így ír róla: „Vág Tepla, Verch Tepla. Tót faluk Trentsén Várm. földes Uraik Gr. Illésházy, Gr. Balassa, Gr. Szapáry, és több Uraságok, lakosaik katolikusok, és másfélék is, fekszenek Vág Beszterczéhez, ’s Szulóvhoz nem meszsze, földgyeik néhol soványak, keresetre módgyok a’ szomszéd fördőkben; fájok, és legelőjök van.”
1828-ban 33 házában 263 lakos élt. Lakói mezőgazdasággal és erdei munkákkal foglalkoztak.
Fényes Elek 1851-ben kiadott geográfiai szótárában így ír a faluról: „Tepla (Vágh-), tót falu, Trencsén vmegyében, a Vágh bal partján, 481 kath., 10 zsidó lak. Kicsiny de termékeny határral. F. u. b. Balassa, gr. Szapáry.”
A trianoni békéig Trencsén vármegye Vágbesztercei járásához tartozott.
A háború után lakói főként idénymunkákból éltek. A szlovák nemzeti felkelés idején területén élénk partizántevékenység folyt. A Hőrka nevű dombon 10 partizán sírja található.

## Népessége
| Év:            | 1994. | 2004.   | 2014.   | 2024.   |
| -------------- | ----- | ------- | ------- | ------- |
| Emberek száma: | 260   | 256     | 272     | 248     |
| Eltérés:       |       | -1,53 % | +6,25 % | -8,82 % |

| Év:            | 2023. | 2024.   |
| -------------- | ----- | ------- |
| Emberek száma: | 244   | 248     |
| Eltérés:       |       | +1,63 % |

1910-ben 216, túlnyomórészt szlovák lakosa volt.
2001-ben 265 lakosából 264 szlovák volt.
2011-ben 258 lakosából 234 szlovák volt.

## Külső hivatkozások
- Községinfó
- Felsőhéve Szlovákia térképén
- E-obce.sk